# Esportes FM (Belo Horizonte)
Esportes FM foi uma emissora de rádio brasileira sediada em Belo Horizonte, capital do estado de Minas Gerais. Operava no dial FM, na frequência 94.1 MHz concessionada na cidade de Brumadinho. Foi controlada pelo Grupo Bel, em parceria com o Grupo Bandeirantes de Comunicação, juntamente com a Esportes FM de Porto Alegre. Era afiliada da Bradesco Esportes FM, mas não utilizava o nome do banco Bradesco, patrocinador da rede, por questão de contrato.

## História
A frequência FM 93.9 MHz foi inaugurada em 2005, sendo a cabeça de rede da Oi FM, projeto realizado em parceria com a Oi. A primeira "rádio customizada" do país tinha presença nos estados de Minas Gerais, Rio de Janeiro, São Paulo, Espírito Santo e Ceará. O foco da rádio era a interatividade. Em 10 de setembro de 2007, a emissora muda-se para a frequência FM 94.1 MHz, com aumento de potência.
Em 31 de dezembro de 2011, a parceria entre o Grupo Bel com a Oi foi encerrada. Provisoriamente, foi montada a Rede Verão até decidir o que seria feito com a estação. Em maio de 2012, o Grupo Bel lançou em parceria com o Grupo Bandeirantes de Comunicação a rádio Bradesco Esportes FM. A afiliada em Belo Horizonte foi inaugurada em 11 de setembro de 2012 e teve controle da Band Minas.
Em 17 de junho de 2013 encerrou suas atividades locais. A equipe foi transferida para a BandNews FM Belo Horizonte. Posteriormente, foi arrendada para a Rede do Bem FM e para a Rede do Coração, que a transformou em filial.